# Lui Maxted
Lui Maxted (* 2. Dezember 2003 in Worthing) ist ein britischer Tennisspieler aus England.

## Karriere
Maxted wurde britischer Meister der U14- und U16-Kategorie.
Maxted spielte zwischen 2017 und 2021 auf der ITF Junior Tour. Dort nahm er dreimal im Einzel und viermal im Doppel an Grand-Slam-Turnieren teil, wo sein bestes Resultat im Doppel das Erreichen des Viertelfinals der US Open war. Er gewann vier Einzel- und drei Doppeltitel bei Turnieren der kleinen bis mittleren Wertung. In der Junioren-Rangliste erreichte er Platz 27.
Von 2021 bis 2025 studierte Maxted an der Texas Christian University. Er schloss das Studium mit einem Bachelor ab. Außerdem war er im College Tennis aktiv. Mit der Mannschaft gewann er dreimal die nationalen Meisterschaften: 2022 und 2023 jeweils die ITA National Intercollegiate Indoor Championships sowie 2024 die NCAA Division I Tennis Championships. Darüber hinaus triumphierte er bei den NCAA Doubles Championship in seiner letzten Saison 2024/2025, die er zusätzlich auf Platz 1 der Doppelrangliste aller College-Spieler abschloss.
Bei den Profis tat sich Maxted bei den wenigen Turnierteilnahmen während des Studiums schwer. Einmal gelang ihm der Einzug ins Viertelfinale eines Turniers der ITF Future Tour. Im Doppel war er etwas erfolgreicher und gewann 2024 seinen ersten Future-Titel. In Nottingham gewann er Anfang 2025 erstmals ein Match auf der ATP Challenger Tour. Für das Grand-Slam-Turnier in Wimbledon erhielt Maxted eine Wildcard an der Seite von Connor Thomson im Doppel. Sie verloren ihr Auftaktmatch gegen Nikola Mektić und Michael Venus.